# Teoria de valors extrems
La teoria o anàlisi de valors extrems (EVA, de l'anglès extreme value analysis) és una branca de l'estadística que tracta les desviacions extremes de la mediana de les distribucions de probabilitat. Es pretén avaluar, a partir d'una mostra ordenada determinada d'una variable aleatòria dada, la probabilitat d'esdeveniments que siguin més extrems que els observats prèviament.
La teoria de valors extrems és utilitzada en moltes disciplines, com l'enginyeria estructural, finances, ciències de la Terra, predicció del trànsit i enginyeria geològica. Per exemple, es podria utilitzar en hidrologia per estimar la probabilitat d'una gran inundació, o bé per dissenyar una escullera dissenyant l'estructura en conseqüència amb els possibles danys provocats per la força de les onades en un cas d'especial mala mar.

## Procediment
Existeixen dos tipus d'anàlisi de valors extrems, els univariables (depenen d'una única variable) i els multivariables (depenen de més d'una variable). Al augmentar el nombre de variables a considerar, la complexitat del càlcul i aplicació augmenten. El mètode multivariable requereix la simulació marginal univariada de les variables seleccionades com si es tractés d'un anàlisi univariable, i la posterior modelació conjunta d'aquestes variables.

### Simulació marginal univariada
El procediment consisteix en ajustar una distribució de probabilitat univariada a cada conjunt de paràmetres seleccionats, ordenats de manera descendent en funció del seu grau d'influència (alçada màxima). Aquesta distribució és aplicada a una mostra de les dades seleccionada per aplicar-hi simulacions, definint un llindar marginal. Cal efectuar un canvi de domini dels valors ajustats, mitjançant la transformada integral de probabilitat per convertir els marginals obtinguts des d'una escala de Pareto a una escala de Leplace, per tal d'obtenir valors ajustats que es comporten de manera exponencial.
Llavors, se seleccionen dues variables per ser aplicades al model condicional, la variable condicionant i la variable condicionada.

### Modelació conjunta multivariada
La modelació conjunta permet conèixer el comportament conjunt de les variables de manera simultània, definint novament un llindar marginal.
Aquest comportament conjunt queda determinat pels coeficients de dependència extrema estimats de forma iterativa a partir d'un model de regressió multivariada, que considera un nivell de llindar condicional corresponent a les dades majors o iguals al percentil seleccionat sobre les mostres marginals de Laplace. Aquests coeficients seran els utilitzats posteriorment a simulacions de Montecarlo per tal de generalitzar els valors extrems simulats representatius del comportament de les variables condicionant i condicionada.
Un cop s'han obtingut els valors extrems simulats, són transformats novament a la seva distribució original, la distribució de Pareto al seu espai real, per així obtenir els valors extrems extrapolats al context original de les dades. S'aplica una distribució kernel bidimensional a la dispersió d'aquestes dades per poder estimar la densitat de probabilitat dels parells simulats associats a les variables condicionant i condicionada, i així, conèixer els valors probables de la variable condicionada associada al període de retorn de la variable condicionant.